# Ауди Тип E
Ауди Тип E (на немски: Audi Typ E) е най-големият и най-мощен модел на Ауди преди войната. Производството му започва през 1912 г. и продължава до 1923-та.
Двигателят е четирицилиндров редови с обем 5.7 литра. Мощността му е 55 к.с., а максималната скорост – 105 км/ч. Автомобилът е със задно задвижване и четиристепенна скоростна кутия. Автомобилът се предлага в два варианта – като четириместен туристически автомобил и като лимузина с четири врати.